# Wolfgang Schulz (Liedermacher)
Wolfgang „Schobert“ Schulz (* 2. Juli 1941 in Stettin, Provinz Pommern; † 24. September 1992 in Berlin) war ein deutscher Liedermacher, Komponist und Musikproduzent, der als Mitglied des Liedermacher-Duos Schobert & Black in den 1970er Jahren seine größten Erfolge hatte.

## Leben
Wolfgang „Schobert“ Schulz sang ab 1961 mit seinem Schulkameraden Reinhard Mey und Christian Pechner, dem Bruder seiner späteren Frau Vivi, als Les trois Affamés (Die drei Verhungerten) englische, französische und spanische Folklore sowie selbstvertonte Balladen von François Villon und Gedichte von Georg von der Vring (u. a. auch mit Peter Rohland).
Im Herbst 1965 traf Schobert auf Lothar „Black“ Lechleiter, der seit 1961 in verschiedenen Gruppen Folklore-Musik gemacht hatte. Beide verstanden sich auf Anhieb und gründeten noch im Herbst 1965 das Duo Schobert & Black. Im Sommer 1966, kurz nach Geburt seines Sohnes David, traten sie auf dem Festival Chanson Folklore International auf Burg Waldeck erstmals auf. Ihr Repertoire bestand zunächst aus Graßhoff-Vertonungen und Nachdichtungen französischer Chansons. Später sangen sie hauptsächlich Chansons sowie politisch-satirische und lustige Lieder aus eigener Feder.
Schobert sang dabei sowohl kritische politische als auch Nonsens-Lieder. Legendär wurden die Schobert & Black-Limericks. Bei ihren Auftritten waren Schoberts Ansagen und Überleitungen meist eigenständige Textwerke voller Sprachwitz und -akrobatik, die an Dauer die vorgetragenen Lieder oft deutlich übertrafen. Schobert lieferte dazu auch noch die Kompositionen und Arrangements sowie viele Texte, die zum Teil in Zusammenarbeit mit Schoberts Schulfreund Wolfgang Eickelberg entstanden. Darüber hinaus schrieb Schobert auch für Kollegen wie Joana, Antonia Maass und Inga & Wolf oder produzierte Künstler wie Hanns Dieter Hüsch, für dessen Album Abendlieder Schobert zum Beispiel sämtliche Titel als Orchesterarrangements ausarbeitete.
Im Jahre 1975 wurden Schulz und Lechleiter mit dem Deutschen Kleinkunstpreis in der Sparte Chanson ausgezeichnet. Im Jahre 1985 beschlossen beide, nach zwanzig Jahren Zusammenarbeit künstlerisch getrennte Wege zu gehen.
In den folgenden sieben Jahren wurde es ruhig um Wolfgang Schulz. 1992 starb er in Berlin während der Arbeit an einer Solo-LP an plötzlichem Herzversagen.

## Diskografie

### Schobert & Black
- 1967: Lästersongs und moralische Lìeder (xenophon)
- 1968: Deutschland oder was beißt mìch da? (xenophon)
- 1971: Löns mir ein grünes Lied (Philips)
- 1972: Mein einziger Freund (Telefunken)
- 1972: Das Holzwollschnitzelwerk (Telefunken)
- 1973: Schobert & Black & Roski: Euch zuliebe (Telefunken)
- 1973: Lebend live (Telefunken)
- 1974: Gut geht’s uns (Telefunken)
- 1974: Parsifal GmbH & Co KG (Telefunken)
- 1975: Starportrait (Intercord)
- 1975: Das ganze Jahr (Telefunken)
- 1976: Radschläge (Telefunken)
- 1977: In unsrer Eigenschaft als Freund (Telefunken)
- 1978: Na denn live (Telefunken)
- 1979: Schobert & Black & Inga: … denn ich bin ein Untertan (Telefunken)
- 2001: Lebend (best of live) (EBM)
- 2002: Na Denn (live Folge 2) (EBM)
- 2004: So weit, so Gehöft! (EBM)
- 2004: Schobert & Black, die singenden Bärte (Neuveröffentlichung von Lästersongs … und Deutschland oder …) (Conträr Musik)

### Wolfgang „Schobert“ Schulz
- 1965: Landstreicherballaden (mit Peter Rohland, Polydor)
- 1968: Lieder des François Villon (mit Peter Rohland, Edition Peter Rohland)
- 1976: Abendlieder (von und mit Hanns Dieter Hüsch, Intercord)
- 1977: Peter Rohland: Das Gesamtwerk (mit Peter Rohland, Thorofon)